# Royal Flight
Royal Flight (юридична назва — АТ «Авіакомпанія «РОЯЛ ФЛАЙТ») — колишня російська чартерна авіакомпанія, що виконувала чартерні пасажирські авіаперевезення для туроператорів Coral Travel і Sunmar. Базувалася в аеропорту Шереметьєво. Штаб-квартира була розташована в Москві.
У травні 2022 року авіакомпанія «Royal Flight» припинила всі польоти.
До 11 липня 2014 року авіакомпанія іменувалася Абакан-Авіа та спеціалізувалася в основному на виконання вантажних авіарейсів у міжнародному і внутрішньому напрямку, та наданням інших авіаційних послуг.

## Історія
Історія авіакомпанії почалася в 1992 році з моменту реєстрації в Абаканській реєстраційній палаті як юридичної особи під назвою ЗАТ «Авіакомпанія «Абакан-Авіа». У 1993 році перевізник отримав сертифікат експлуатанта і виконав свій перший політ. До 2003 року авіакомпанія була одним із значущих перевізників вантажів з Китаю в Росію.
У 2014 році авіакомпанія Абакан-Авіа перейшла до діяльності з міжнародних пасажирських перевезень та була перейменована в Royal Flight. У флот компанії надійшли літаки Boeing 757-200. 8 березня 2014 року з аеропорту Домодєдово був виконаний перший політ під новою назвою за маршрутом Москва — Анталія.
З 25 травня 2015 року авіакомпанія Royal Flight перевела свої рейси з «Домодєдово» Шереметьєво. З нового аеропорту базування Royal Flight почала польоти в Хургаду, Шарм-еш-Шейх, Анталію, Бодрум, Барселону, на грецькі острови Родос і Крит. Рейси авіакомпанії Royal Flight виконувалися з термінала F аеропорту Шереметьєво.

## Маршрутна мережа
- З Красноярська (Емельяново), Новосибірськ, Казань, Челябінськ, Ростов-на-Дону, Кемерово, Уфи, Самари, Пермі — в Гоа;
- З Кемерово, Барнаул, Томська, Новокузнецька, Новосибірська, Омська, Сургут — Бангкок;
- З Москви (Шереметьєво) — у Бодрум, Анталію, Барселону, Гоа, Дубай, Пхукет, Родос, Крит, Макао, Энфиду (з 17 травня 2016 р.)
- З Санкт-Петербурга (Пулково) — в Макао (з 23 травня 2016 р.)
- З Абакана — в Камрань (В'єтнам) (з листопада 2016 р.)
- З Архангельська — до Анталії (Туреччина) (з 2014 року)
- З Казані — у Бангкок (Таїланд)
- З Казані — в Паттаю (Таїланд)

## Флот

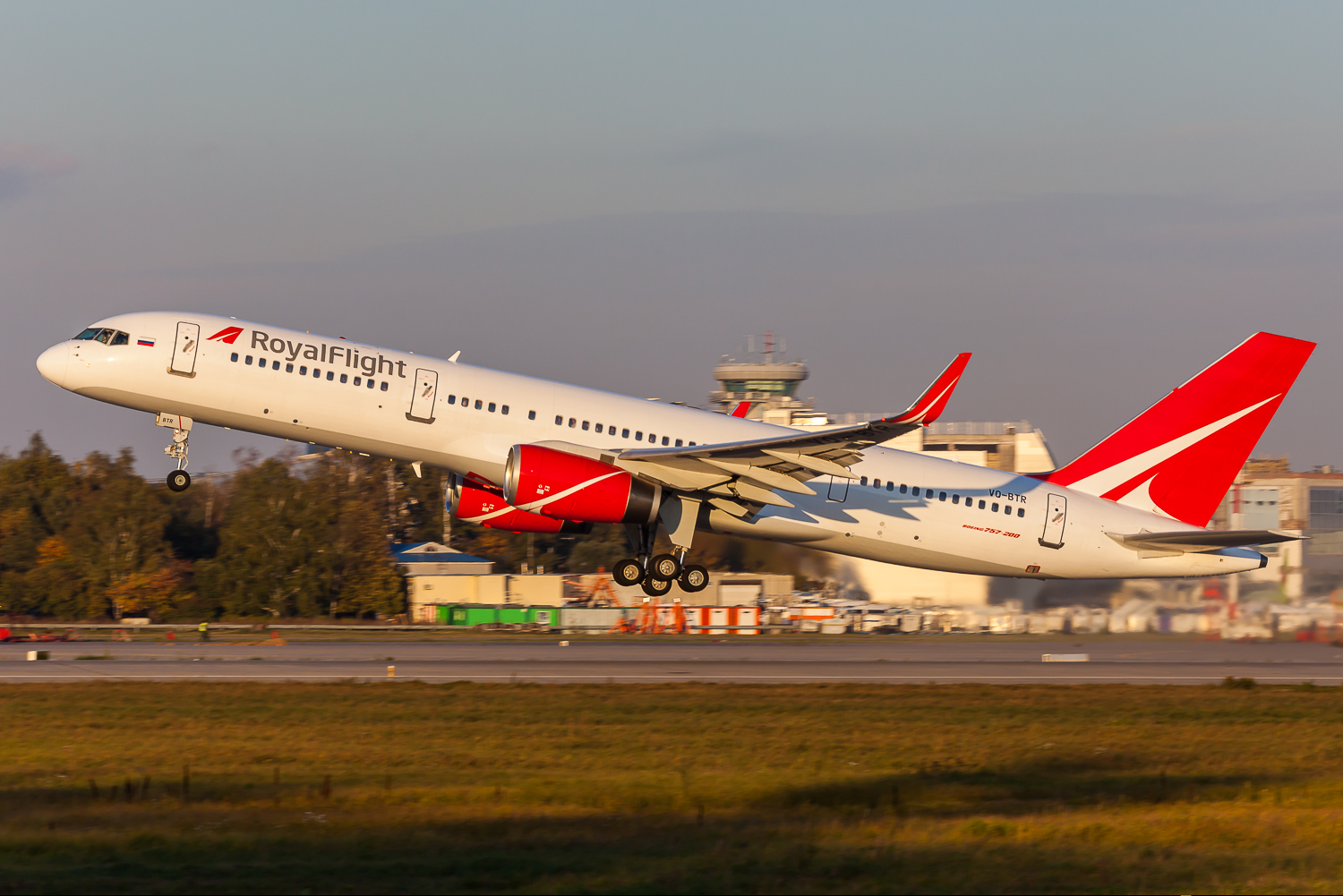
Boeing 757-200 Royal Flight вилітає з аеропорту Домодєдово

Станом на Травень 2017 року авіакомпанія експлуатує дев'ять повітряних суден. Середній вік авіапарку становить 18,1 року:

## Авіаційні інциденти
При виконанні рейсу 4R 7772 Гоа — Москва екіпажем була виявлена технічна несправність. З метою забезпечення безпеки польоту було прийнято рішення про посадку на запасному аеродромі. Літак з 224 пасажирами на борту благополучно здійснив посадку в аеропорту Астрахані. Ніхто з них не постраждав.
10.04.2017 повітряне судно Боїнг 757-200 яке виконувало рейс «Казань — Паттая» здійснило посадку в аеропорту «Толмачево» для здійснення дозаправки, а також усунення виявленої в ході польоту технічної несправності. Пасажири були розміщені в готелі.